# 喬治亞議會大樓
喬治亞議會大樓（羅馬化：sakartvelos p'arlament'is shenoba）是喬治亞議會的辦公地點，位於魯斯塔韋利大道8號。這座建築修建於蘇聯時期，原址曾是一座教堂。1991年至1992年的喬治亞軍事衝突中，該建築層輕度受損。